# Chastel Guion
Chastel Guion (en occità Chastel Guion, en francès Châtel-Guyon) és un municipi francès situat al departament del Puèi Domat i a la regió d'Alvèrnia-Roine-Alps. L'any 2007 tenia 6.224 habitants.

## Demografia

### Població
El 2007 la població de fet de Chastel Guion era de 6.224 persones. Hi havia 2.715 famílies de les quals 919 eren unipersonals (364 homes vivint sols i 555 dones vivint soles), 879 parelles sense fills, 749 parelles amb fills i 168 famílies monoparentals amb fills.
La població ha evolucionat segons el següent gràfic:
Habitants censats

### Habitatges
El 2007 hi havia 3.698 habitatges, 2.761 eren l'habitatge principal de la família, 572 eren segones residències i 365 estaven desocupats. 2.272 eren cases i 1.396 eren apartaments. Dels 2.761 habitatges principals, 1.850 estaven ocupats pels seus propietaris, 838 estaven llogats i ocupats pels llogaters i 73 estaven cedits a títol gratuït; 108 tenien una cambra, 322 en tenien dues, 462 en tenien tres, 716 en tenien quatre i 1.153 en tenien cinc o més. 1.887 habitatges disposaven pel capbaix d'una plaça de pàrquing. A 1.166 habitatges hi havia un automòbil i a 1.313 n'hi havia dos o més.

### Piràmide de població
La piràmide de població per edats i sexe el 2009 era:
| Homes | Edats   | Dones |
| ----- | ------- | ----- |
| 0     | 95 o +  | 8     |
| 8     | 90 a 94 | 36    |
| 52    | 85 a 89 | 72    |
| 44    | 80 a 84 | 48    |
| 100   | 75 a 79 | 156   |
| 96    | 70 a 74 | 120   |
| 80    | 65 a 69 | 136   |
| 132   | 60 a 64 | 112   |
| 160   | 55 a 59 | 144   |
| 264   | 50 a 54 | 208   |
| 216   | 45 a 49 | 228   |
| 168   | 40 a 44 | 240   |
| 188   | 35 a 39 | 172   |
| 164   | 30 a 34 | 168   |
| 157   | 25 a 29 | 144   |
| 148   | 20 a 24 | 132   |
| 168   | 15 a 19 | 149   |
| 160   | 10 a 14 | 124   |
| 164   | 5 a 9   | 156   |
| 136   | 0 a 4   | 132   |

## Economia
El 2007 la població en edat de treballar era de 4.111 persones, 3.078 eren actives i 1.033 eren inactives. De les 3.078 persones actives 2.806 estaven ocupades (1.484 homes i 1.322 dones) i 272 estaven aturades (111 homes i 161 dones). De les 1.033 persones inactives 414 estaven jubilades, 294 estaven estudiant i 325 estaven classificades com a «altres inactius».

### Ingressos
El 2009 a Chastel Guion hi havia 2.893 unitats fiscals que integraven 6.368,5 persones, la mediana anual d'ingressos fiscals per persona era de 21.240 €.

### Activitats econòmiques
Dels 312 establiments que hi havia el 2007, 2 eren d'empreses extractives, 4 d'empreses alimentàries, 1 d'una empresa de fabricació de material elèctric, 6 d'empreses de fabricació d'altres productes industrials, 45 d'empreses de construcció, 58 d'empreses de comerç i reparació d'automòbils, 11 d'empreses de transport, 54 d'empreses d'hostatgeria i restauració, 5 d'empreses d'informació i comunicació, 9 d'empreses financeres, 23 d'empreses immobiliàries, 22 d'empreses de serveis, 40 d'entitats de l'administració pública i 32 d'empreses classificades com a «altres activitats de serveis».
Dels 82 establiments de servei als particulars que hi havia el 2009, 1 era una oficina de correu, 3 oficines bancàries, 1 funerària, 4 tallers de reparació d'automòbils i de material agrícola, 2 autoescoles, 7 paletes, 10 guixaires pintors, 4 fusteries, 10 lampisteries, 6 electricistes, 1 empresa de construcció, 10 perruqueries, 14 restaurants, 4 agències immobiliàries, 3 tintoreries i 2 salons de bellesa.
Dels 23 establiments comercials que hi havia el 2009, 1 era una botiga de més de 120 m², 1 una botiga de menys de 120 m², 4 fleques, 2 carnisseries, 3 llibreries, 5 botigues de roba, 2 botigues d'equipament de la llar, 1 una sabateria, 1 una botiga de material esportiu, 1 una perfumeria, 1 una joieria i 1 una floristeria.
L'any 2000 a Chastel Guion hi havia 9 explotacions agrícoles que ocupaven un total de 78 hectàrees.

## Equipaments sanitaris i escolars
El 2009 hi havia 2 farmàcies i 1 ambulància.
El 2009 hi havia 1 escola maternal i 3 escoles elementals. Chastel Guion disposava d'un col·legi d'educació secundària amb 540 alumnes.

## Poblacions més properes
El següent diagrama mostra les poblacions més properes.